# Кюбра Озтюрк
Кюбра Озтюк (тур. Kübra Öztürk; нар. 5 листопада 1991, Анкара) – турецька шахістка, гросмейстер серед жінок від 2011 року.

## Шахова кар'єра
Починаючи з 1999 року неодноразово представляла Туреччину на чемпіонатах світу та Європи серед дівчат у різних вікових категоріях, здобувши 5 медалей: дві золоті (Херцег-Новий 2006 і Шибеник – обидві на ЧЄ до 16 років) і три бронзові (Газіантеп 2008 – ЧС до 20 років, Херцег-Новий, 2008 – ЧЄ до 18 років і Анталья 2009 – ЧС до 18 років).
Неодноразово представляла Туреччину на командних змаганнях, зокрема:
- п'ять разів на шахових олімпіадах (2006, 2008, 2010, 2012, 2014)[1],
- двічі на командних чемпіонатах світу (2011, 2013)[2],
- тричі на командних чемпіонатах Європи (2007, 2011, 2013)[3],
- на шаховій олімпіаді серед юніорів до 16 років (2003)[4],
- двічі на командних чемпіонатах Європи серед юніорів до 18 років (2002, 2009)[5].

2008 року здобула в Коньї бронзову медаль чемпіонату Туреччини. 2010 року поділила 3-тє місце (позаду Сопіо Гветадзе і Анжели Борсук, разом з Анною Буртасовою і Наргіз Умудовою) на міжнародному турнірі в Анкарі. 2012 року стала чемпіонкою Туреччини.
Найвищий рейтинг Ело в кар'єрі мала станом на 1 березня 2012 року, досягнувши 2314 очок займала тоді 3-тє місце (позаду Катерини Аталик і Бетул Чемре Їлдиз) серед турецьких шахісток.